# 阿利拉杰普尔
阿利拉杰普尔（Alirajpur），是印度中央邦Jhabua县的一个城镇。总人口25161（2001年）。

## 人口
该地2001年总人口25161人，其中男性13191人，女性11970人；0—6岁人口3695人，其中男1936人，女1759人；识字率66.67%，其中男性为74.08%，女性为58.50%。